# Mumrakot
Mumrakot (nep. मुँब्रा) – gaun wikas samiti w zachodniej części Nepalu w strefie Karnali w dystrykcie Kalikot. Według nepalskiego spisu powszechnego z 2011 roku liczył on 548 gospodarstw domowych i 3411 mieszkańców (1709 kobiet i 1702 mężczyzn).